# Podzemeljski šesterookec
Podzemeljski šesterookec (znanstveno ime Stalita taenaria) je vrsta pajka iz družine šesterookcev (Dysderidae). Uvršča se ga  med podzemeljsko kopensko živalstvo (tako imenovano troglofavno), natančneje med troglobiontne organizme, kar pomeni, da so ti pajki obvezni (obligatni) prebivalci jam, prilagojeni na življenje v temačnih okoljih. Podzemeljskega šesterookca najdemo v nekaj evropskih državah. Predvideva se, da gre za prvo opisano vrsto pravega (brez oči) jamskega pajka na svetu.

## Taksonomija
Vrsto je opisal in poimenoval danski entomolog Jørgen Matthias Christian Schiødte leta 1847. V istem letu je Schiødte poimenoval in opisal rod Stalita, pri čemer je vrsto Stalita taenaria postavil za tako imenovano tipsko vrsto. Poleg podzemeljskega šesterookca rod vsebuje še tri nadaljnje vrste.

## Opis

### Samci
Samci podzemeljskega šesterookca v povprečju dosegajo dolžino 6,7 milimetrov. Gosto odlakan in ovalen zadek (opistosoma) je ovalne oblike in obarvan podobno kot slonovina. Samci imajo rdečkasto rjave hodilne noge, pokrite s karakterističnimi izrastki, ki se nahajajo zgolj na golenskem (tibialnem) in stegenskem (femoralnem) delu noge. Glavoprsje (prosoma) je sploščeno in temno rjasto-rjave barve. Palpalni organi pedipalpov (drugih pipalk), ki pri pajkih služijo kopulaciji (prenosu sperme), so kar dolgi in skorajda cilindrične oblike; končujejo se z veliko dolgimi zobci. Konica embolusa je krempljaste oblike.

### Samice
Samice podzemeljskega šesterookca so nekoliko večje; praviloma dosežejo od 7 do 9 milimetrov dolžine, njihov zadek pa meri 3,2–3,7 milimetrov. Samičin obustni aparat, helicere (prve pipalke), sestavlja promargin s tremi in retromargin z zgolj enim zobcem. Značilnost samic je prednji (anteriorni) del vulve, oblikovan kot črka T.

## Razširjenost
Podzemeljski šesterookec je razmeroma redka evropska troglobiontna vrsta, omejena na države Slovenijo, Italijo in Hrvaško.